# Podgorica
 (janvier 2015).
Podgorica (en monténégrin cyrillique : Подгорица, transcrit Podgoritsa, qui peut être traduit par « en dessous de Gorica »), anciennement Titograd (Титоград) de 1946 à 1992, est la capitale et la plus grande ville du Monténégro.
La ville est située à la confluence des rivières Morača et Ribnica. Le croisement des plaines fertiles de la Zeta et de Bjelopavlići y a encouragé l'implantation de l'homme. La ville est proche des stations de sports d'hiver des Alpes dinariques, au nord du pays, et des stations balnéaires situées sur les rivages de la mer Adriatique, au sud.
En 2003, la ville comptait 136 473 habitants et sa municipalité 169 132. En 2009, la population de la ville était estimée à 145 192 habitants. La municipalité de Podgorica représente 10,4 % de la surface totale du Monténégro et 27,3 % de sa population. Il s'agit du centre administratif du pays et de son principal lieu économique et éducatif.

## Toponymie
Podgorica signifie « sous la petite montagne » en monténégrin. Gorica (littéralement « petite montagne ») est aussi le nom d'une des collines qui surplombe le centre-ville. Il y a du répondant entre le nom du pays qui est « Montagne Noire » et le nom de la capitale qui est « sous la petite montagne », mais il s'agit de deux reliefs différents, la montagne noire se situant sur la côte à l'ouest du pays et la capitale se situant plus à l'est du pays. La traduction plus littérale serait « en dessous de Gorica ».
Les anciens noms de la ville furent Birziminium, à l'époque romaine, Ribnica, premier nom slave et monténégrin du VIe siècle au moment de l'arrivée des Turcs, et Titograd, pendant la période communiste de 1946 à 1992, signifiant « ville de Tito ».

## Géographie

### Situation
Podgorica se situe dans le centre-sud du Monténégro. La région est traversée de toutes parts par de nombreuses rivières et la ville elle-même est située à 15 km au nord du lac Skadar. Les rivières Morača et Ribnica traversent la ville, tandis que les rivières Zeta, Cijevna et Sitnica s'écoulent dans ses environs. Cette abondance en cours d'eau est une des caractéristiques de la ville.
Le relatif plat-pays dont dispose Podgorica contraste avec les terrains accidentés du reste du Monténégro. Les uniques points hauts sont les quelques collines entourant la ville, dont la colline de Gorica (107 m) qui s'élève au-dessus du centre-ville. Les autres collines sont Malo brdo (la petite colline), Velje brdo (la grosse colline), Ljubović et Čardak. Notons que ces dernières sont relativement pentues et limitent l'expansion de la ville vers le nord.

### Climat
Podgorica est connue pour son climat méditerranéen chaud et sec en été, mais froid en hiver. En effet, bien que la ville ne soit située qu'à 50 km de la mer Adriatique, la proximité des Alpes dinariques modifie son climat.
La quantité de précipitations annuelle atteint 1 600 mm. La température dépasse 25 °C 135 jours par an en moyenne. La température moyenne de la ville est de 16,4 °C. La moyenne des jours pluvieux s'élève à 120 par an et celle des jours venteux à 60 sur la même échéance. Un fort — et occasionnel — vent du nord hivernal influence le climat en diminuant la température perçue de quelques degrés.
Podgorica est connue pour ses étés caniculaires. La température la plus chaude jamais enregistrée fut de 44,8° le 16 août 2007. Quant aux jours de neige, ils s'avèrent être occasionnels.
Les moyennes de température et de précipitations s'établissaient de la manière suivante :
| Mois                                 | Janv | Fév  | Mars | Avr  | Mai  | Juin | Juil | Août | Sept  | Oct   | Nov   | Déc   | Année |
| ------------------------------------ | ---- | ---- | ---- | ---- | ---- | ---- | ---- | ---- | ----- | ----- | ----- | ----- | ----- |
| Températures maximales moyennes (°C) | 10   | 11   | 15   | 19   | 24   | 29   | 32   | 32   | 27    | 22    | 15    | 11    | 20,6  |
| Températures minimales moyennes (°C) | 1    | 2    | 5    | 9    | 13   | 17   | 20   | 20   | 16    | 12    | 6     | 3     | 10,3  |
| Moyennes des précipitations (cm)     | 8,32 | 8,28 | 8,22 | 9,85 | 5,12 | 3,21 | 1,82 | 3,42 | 10,82 | 11,19 | 14,68 | 11,89 | 96,82 |

### Localités de la municipalité de Podgorica

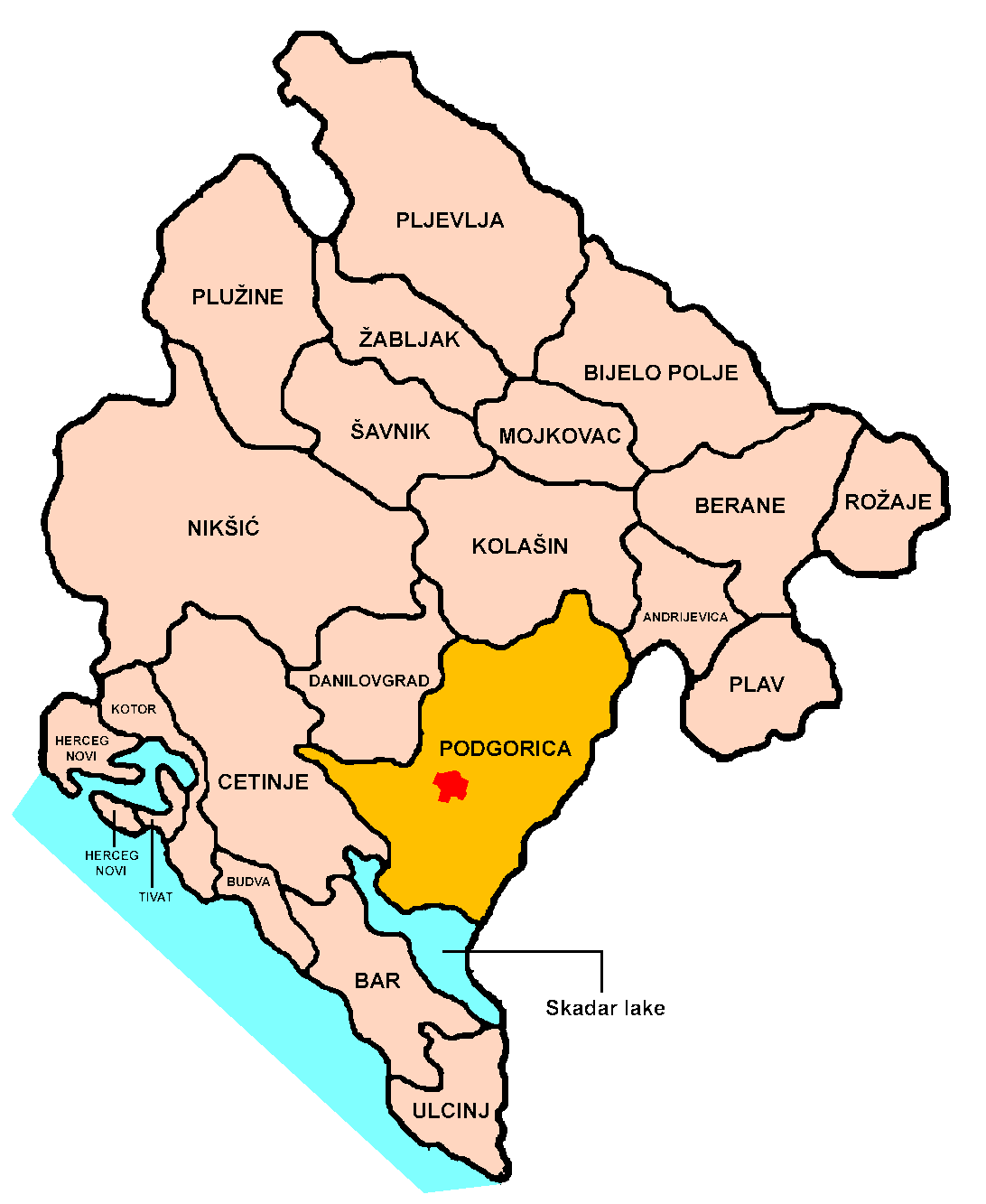
La municipalité de Podgorica.

La municipalité de Podgorica compte 143 localités :
| - Arza - Balabani - Baloči - Barlaj - Begova Glavica - Bezjovo - Benkaj - Beri - Berislavci - Bigor - Bijelo Polje - Bioče - Bistrice - Blizna - Bolesestra - Botun - Brežine - Briđe - Brskut - Budza | - Buronji - Velje Brdo - Veruša - Vidijenje - Vilac - Vladni - Vranj - Vranjina - Vrbica - Vukovci - Vuksanlekići - Golubovci - Goljemadi - Goričani - Gornje Stravče - Gornji Kokoti - Gornji Milješ - Gostilj - Gradac - Grbavci | - Grbi Do - Gurec - Delaj - Dinoša - Dolovi - Donje Stravče - Donji Kokoti - Donji Milješ - Draževina - Drešaj - Drume - Duga - Dučići - Dušići - Duške - Đurkovići - Zagreda - Zaugao - Kiselica - Klopot | - Kopilje - Kornet - Kosor - Kotrabudan - Koći - Kržanja - Kruse - Krševo - Kurilo - Lekići - Lijeva Rijeka - Liješnje - Liješta - Lovka - Lopate - Lužnica - Lutovo - Ljajkovići - Mataguži - Mahala | - Medun - Mileti - Mitrovići - Mojanovići - Momče - Mrke - Mužeška - Nabon - Nikmaraš - Ožezi - Omerbožovići - Opasanica - Oraovice - Orasi - Orahovo - Parci - Pelev Brijeg - Petrovići - Pikalj - Podgorica | - Podhum - Ponari - Poprat - Prisoja - Prifti - Progonovići - Radeća - Radovče - Rakića Kuće - Raći - Releza - Rijeka Piperska - Rudine - Selište - Seoca - Seoštica - Sjenice - Skorać - Slacko - Spinja | - Srpska - Staniselići - Stanjevića Rupa - Stijena - Stjepovo - Stupovi - Sukuruć - Trabojin - Trmanje - Tuzi - Tuzi Ljevorečke - Ćafa - Ćepetići - Ubalac - Ubli - Farmaci - Fundina - Helmnica - Cvilin - Cijevna | - Crvena Paprat - Crnci - Šušunja |

## Histoire
L'occupation humaine de la région de Podgorica remonte à la préhistoire. Les restes matériels les plus anciens témoignent d'un passé se situant dans l'âge de la pierre tardif. Durant la période illyrienne, l'emplacement situé entre les deux vallées de la Zeta et Bijelo Polje est occupé par deux tribus illyriennes.

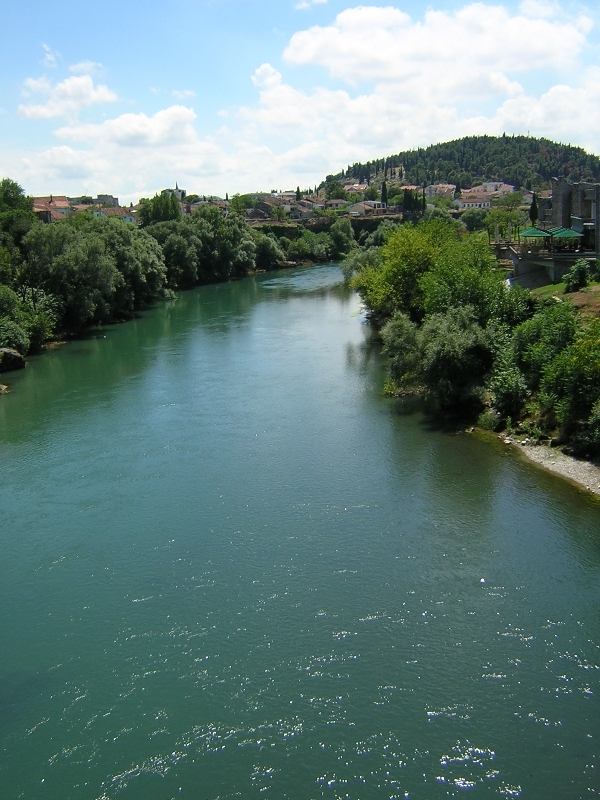
La rivière Morača à Podgorica, un des symboles de la capitale monténégrine.

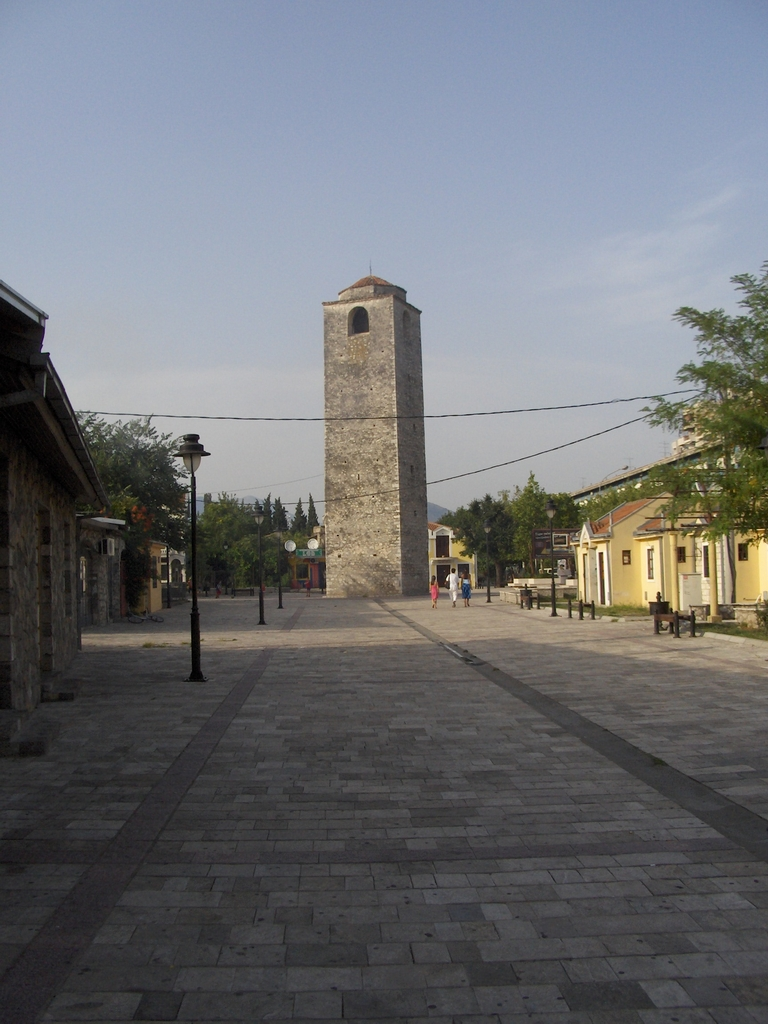
Sahat kula, un des rares vestiges ottomans épargnés par la Seconde Guerre mondiale.

### 100
À l'époque romaine, la ville apparait en tant que Birziminium, et appartient à la province romaine de Prévalitaine.

### 550
Au VIe siècle, les Slaves s'y installent et la nomment Ribnica ; lieu de naissance de Stefan Nemanja. À cette époque, la ville est témoin d'événements notables. Les peuples slaves nouvellement installés sont en guerre perpétuelle avec Byzance et tentent d'établir un nouvel État. De cette confrontation naît l'établissement d'une nouvelle colonie, probablement nommée d'après la rivière voisine. La première mention de Ribnica remonte au règne de la famille royale serbe des Nemanjić. L'importance acquise par Ribnica est à la mesure de sa position de carrefour routier avec l'Europe de l'Ouest[réf. nécessaire]. En occupant cette région, les Slaves créent un nouvel État, développant leur propre culture.
- Royaume de Dioclée (vers 950 - vers 1190) (Doclea, Diocleia, Duklia) , voir De administrando Imperio

### 1326
L'appellation Podgorica a été utilisée pour la première fois en 1326, d'après un document des archives de Kotor. À cette époque, la ville est économiquement forte[réf. nécessaire]. Une route commerciale entre la ville de Dubrovnik et l'État de Nemanjić, en plein développement, est ouverte grâce à la voie menant à Podgorica et passant par les villes de Trebinje et Nikšić. En tant que carrefour actif, Podgorica est un centre commercial et culturel foisonnant[réf. nécessaire]. Ceci accroît son développement, sa puissance économique, sa force militaire et son importance stratégique[réf. nécessaire].
- Rascie (Raška Kraljevina Srbija), principauté serbe (650c-1346)
- principauté de Zeta (1356-1499)

### 1478
À partir de 1478, la ville passe sous contrôle turc. Son développement perd alors en vigueur. Les Turcs construisent une importante forteresse, munie de remparts, de tours et de portes imposantes, afin de vaincre les rebelles locaux. En 1864, Podgorica devient une municipalité de la ville de Shkodër, aujourd'hui en Albanie. La ville est également nommée Burguriçe en albanais.

### 1878
Avec le congrès de Berlin de 1878, Podgorica est intégrée au Monténégro, marquant la fin de quatre siècles d'occupation turque et le début d'une ère nouvelle pour le pays et sa capitale. La ville reprend son développement et devient une place forte du marché financier[réf. nécessaire]. En 1904, la caisse d'épargne Zetska, première vraie institution financière, est créée. Elle deviendra rapidement la banque Podgorička. Des routes sont construites vers les villes voisines et en 1902, une entreprise de tabac devient la première vraie entreprise commerciale du pays[réf. nécessaire].

### 1914
La Première Guerre mondiale marque une forme de déclin dans la dynamique de développement de Podgorica, la plus grande ville du récent royaume du Monténégro, gouverné alors par le roi Nicolas Ier. De 1916 à 1918, la ville est occupée par l'Autriche-Hongrie, à l'instar du reste du pays. Après sa libération par les alliés en 1918, une assemblée se réunit dans la ville, l’Assemblée nationale de Podgorica, amenant avec elle une vraie controverse[réf. nécessaire], puisque l'assemblée décide la fin à la souveraineté du royaume et unit ce dernier à la Serbie, au sein du royaume de Yougoslavie. Entre les deux guerres, la population de la ville est de 13 000 habitants.

### 1940
Durant la Seconde Guerre mondiale, la ville souffre énormément des combats occasionnés. Elle est bombardée plus de 70 fois[réf. nécessaire] et quasiment rayée de la carte. 4 100 personnes périssent dans ces attaques[réf. nécessaire]. Podgorica est libérée le 19 décembre 1944.
Avec le retour de l'État monténégrin dans la Yougoslavie de Tito, la ville est rebaptisée Titograd. En 1946, elle devient capitale de la République socialiste du Monténégro, prenant la place de Cetinje. Une période de développement inédit survient durant les quarante années de la République fédérale socialiste de Yougoslavie et marque fortement le paysage urbain de la ville. Cette dernière est densément industrialisée et de nombreuses infrastructures de santé et d'éducation sont construites[réf. nécessaire]. Elle redevient le centre économique et socioculturel du pays.

### 1990
Cette croissance diminue à nouveau lors de l'effondrement de la Yougoslavie durant les années 1990. La ville reprend son ancien nom de Podgorica le 2 avril 1992.
Les guerres balkaniques des années 1990 épargnent militairement le Monténégro, qui souffre malgré tout d'une forte récession économique. Il faut attendre les premières années du 21e siècle pour que la ville retrouve sa vitalité économique, avec l'accession du pays à l'indépendance en mai 2006. Podgorica émerge alors comme une ville moderne, pro-occidentale[réf. nécessaire], capitale d'un État souverain et indépendant. Elle grandit aujourd'hui de plus en plus, dans un centre régional important[réf. nécessaire].

## Architecture

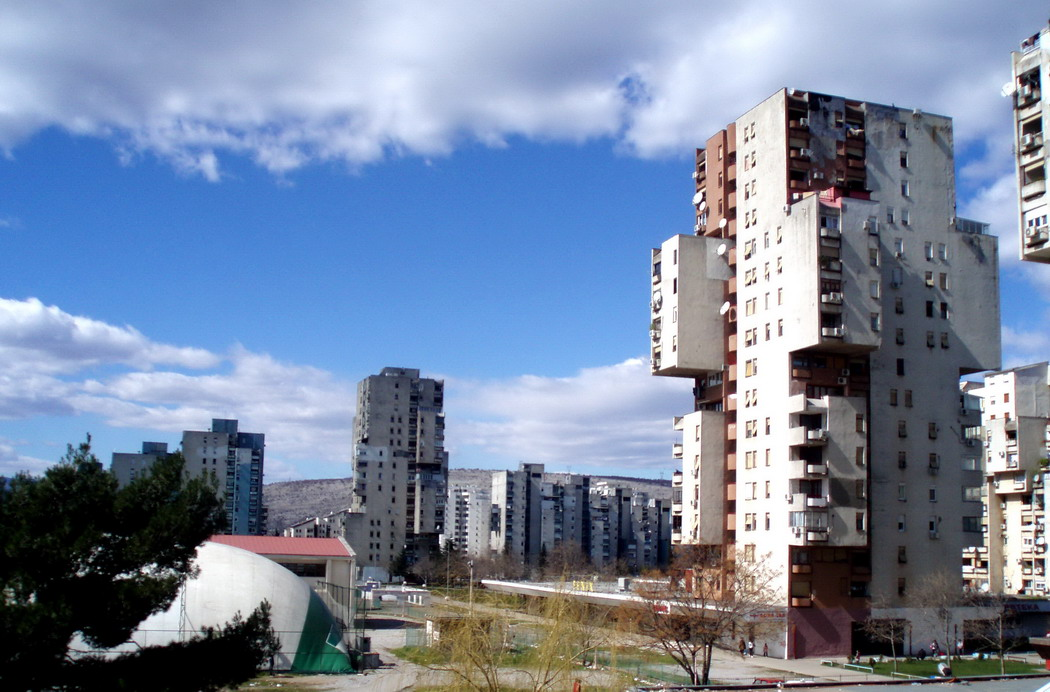
Blocs résidentiels brutalistes de l'époque communiste.

La diversité des styles architecturaux présents à Podgorica reflète l'histoire mouvementée de la ville et du pays. Au fil des régimes, de nouveaux styles furent introduits.
Durant la période ottomane, Podgorica avait de nombreux bâtiments construits dans le plus pur style turc. Le quartier le plus ancien de la ville, Stara Varoš (vieille ville) et Drač en sont des exemples typiques avec la présence de deux mosquées, un clocher (le Sahat kula) et de petites ruelles étroites.
Quand la ville devint monténégrine, le tissu urbain s'étendit à l'autre rive de la Ribnica, où la ville se développa dans un style plus européen, avec de larges rues et un plan orthogonal. Cette partie de la ville est aujourd'hui considérée comme le centre-ville et est appelée Nova Varoš (la ville nouvelle).
Au cours de la Seconde Guerre mondiale, la ville fut quasiment rasée. Après la libération, la reconstruction prit place sur le modèle communiste d'autres villes de la République socialiste fédérale de Yougoslavie. Des blocs résidentiels de masse furent érigés dans un style brutaliste, typique des villes du bloc de l'Est. Tous les quartiers de la rive droite de la Moraca furent construits sur ce modèle. Ces quartiers résidentiels apportèrent des logements en nombre pour les habitants de la ville, mais furent longtemps critiqués pour leur aspect trop réaliste et inesthétique.
Les artères actuelles de la ville furent percées durant cette période et étendirent le plan de la ville au sud et à l'ouest. Le développement urbain de l'ère communiste a de fait défini l'aspect actuel d'une partie de Podgorica.
En marge de ces zones résidentielles, la ville a connu une forme d'étalement urbain informel, avec un habitat privé de faible hauteur laissant peu de place aux rues et aux trottoirs. Cette tendance connut son apogée durant les années 1990. Des efforts ont été menés depuis pour améliorer l'aménagement de ces quartiers.
Toutefois, Podgorica connut une avancée urbanistique majeure dès la fin des années 1990, qui permit à la ville d'entamer sa métamorphose. Dès lors, des constructions résidentielles et commerciales s'élevèrent peu à peu dans des styles architecturaux contemporains, incluant des matériaux comme le verre et l'acier. Dans un souci de créer une capitale moderne, les autorités locales favorisent aujourd'hui l'aménagement des espaces publics. La ville se dote de nouveaux squares, parcs et monuments. Les principaux monuments de la ville moderne incluent la cathédrale orthodoxe de la Résurrection du Christ, construite à partir de 1993 et le pont du Millenium, inauguré en 2005. Podgorica est encore en mutation.

## Démographie

### Évolution démographique
| 1948   | 1953   | 1961   | 1971   | 1981   |
| ------ | ------ | ------ | ------ | ------ |
| 14 369 | 19 868 | 35 054 | 61 727 | 96 074 |

| 1991    | 2003    | 2011    | - | - |
| ------- | ------- | ------- | - | - |
| 117 875 | 136 473 | 150 977 | - | - |

## Administration

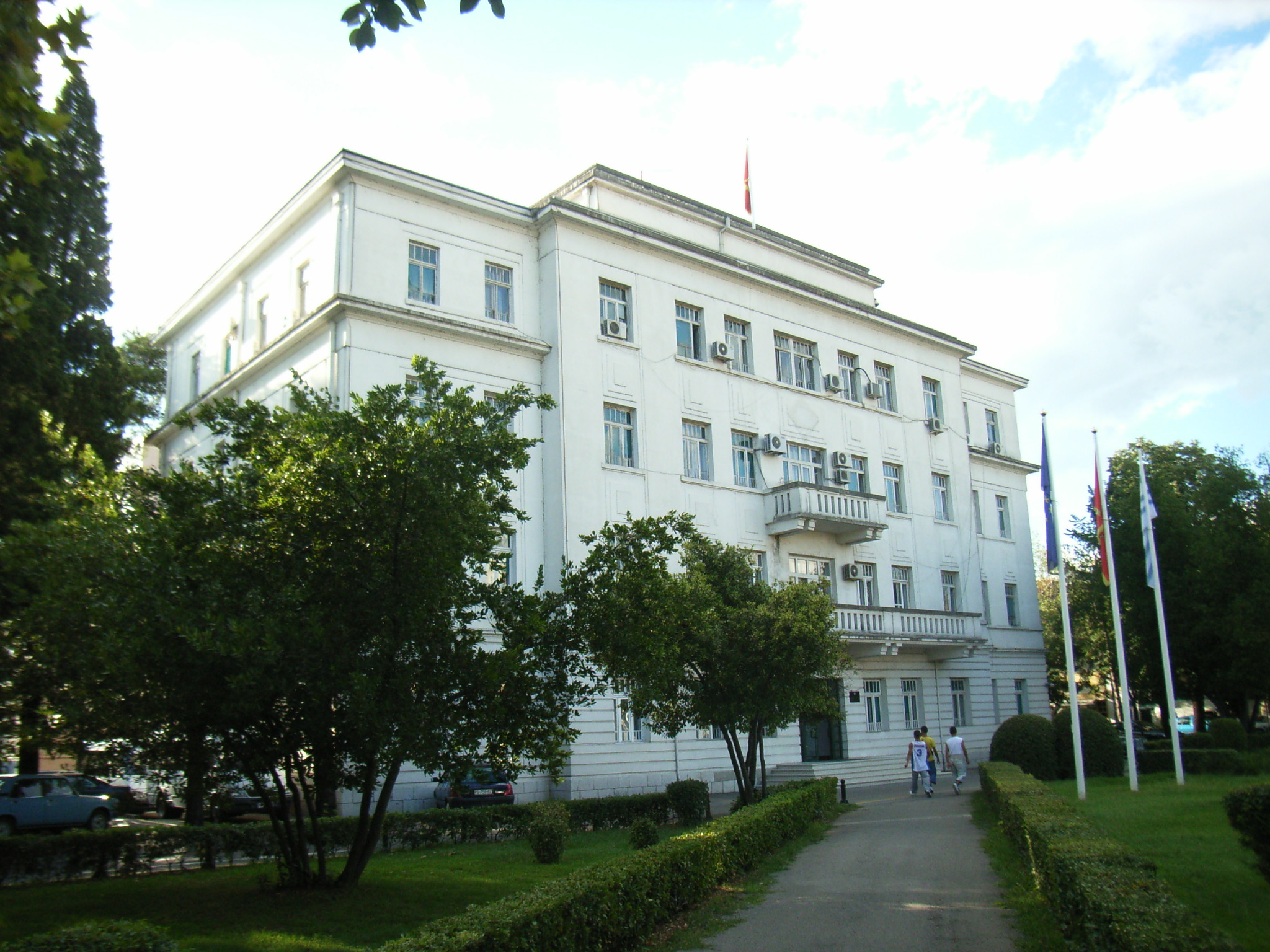
L'hôtel de ville de Podgorica.

Podgorica est le cœur de presque toutes les institutions politiques du pays : gouvernement monténégrin, consulats des États-Unis, de la Russie, de la Slovénie, de l'Italie et d'autres pays encore.

### Politique locale
L'administration de la ville est composée du maire, du conseil municipal et d'un certain nombre de secrétariats agissant ensemble comme un véritable gouvernement local. Le conseil municipal est composé de 55 membres, élus au suffrage universel direct pour un mandat de quatre ans. Celui du maire est de cinq ans.
De 2018 à 2023, le maire est Ivan Vuković (en). Auparavant, le poste était occupé de 2000 à 2014 par Miomir Mugoša. Depuis 2023, la maire est Olivera Injac.

### Subdivisions locales
La municipalité de Podgorica est divisée en 3 parties : la ville de Podgorica et 2 subdivisions appelées gradske opštine (municipalités urbaines), Golubovci et Tuzi.
La municipalité comporte également 57 divisions subsidiaires, appelées mjesne zajednice (communautés locales), où les citoyens sont amenés à prendre des décisions sur des sujets affectant la vie communautaire locale.

### Relations internationales
| Ville | Ville       | Pays | Pays              | Période                     |
| ----- | ----------- | ---- | ----------------- | --------------------------- |
|       | Bari,       |      | Italie            | depuis le 23 avril 2004     |
|       | Belgrade    |      | Serbie            |                             |
|       | Dublin      |      | Irlande           |                             |
|       | Erevan      |      | Arménie           |                             |
|       | Kiev        |      | Ukraine           | depuis le 10 septembre 2021 |
|       | Londres     |      | Royaume-Uni       |                             |
|       | Los Angeles |      | États-Unis        |                             |
|       | Lugano      |      | Suisse            |                             |
|       | Moscou      |      | Russie            |                             |
|       | Náoussa     |      | Grèce             |                             |
|       | Skopje      |      | Macédoine du Nord | depuis 2008                 |
|       | Stockholm   |      | Suède             |                             |
|       | Tirana      |      | Albanie           |                             |
|       | Trani       |      | Italie            |                             |
|       | Zagreb      |      | Croatie           |                             |

## Économie
Podgorica est le centre administratif du Monténégro ; c'en est aussi le moteur économique. Avant les guerres mondiales, la plus grande part de l'économie de Podgorica était basée sur l'industrie. Après la Seconde Guerre mondiale, Podgorica est devenue la capitale du Monténégro, et la création de la République fédérale socialiste de Yougoslavie lui a permis un grand développement. Dans ou près de Podgorica ont été créées des industries d'aluminium, de textiles, de production automobile[réf. nécessaire] - et aux alentours de la ville s'est aussi développée la production de vin.
Les guerres yougoslaves et la dissolution de la Yougoslavie ont laissé la ville sans marché pour les industries[réf. nécessaire]. Cela a conduit au déclin de nombre d'usines et à la fermeture d'autres. Celles qui ont survécu ont été privatisées et ont pu croître de nouveau[réf. nécessaire]. La fonderie d'aluminium de Podgorica (Aluminijuma Kombinat Podgorica - KAP) détenue par Rusal, et AD Plantaz, société de production de vin et de cognac, ont non seulement survécu mais sont aujourd'hui parmi les sociétés les plus importantes du Monténégro.
En 2000, Podgorica a connu une croissance rapide de ses secteurs financiers et de services[réf. nécessaire].
Aujourd'hui, les activités économiques les plus importantes sont liées à l'industrie lourde, aux télécommunications, à la construction et à la banque. Le nombre croissant d'investisseurs et de sociétés étrangères ouvre à Podgorica des débouchés chaque année plus importants[réf. nécessaire].
Elle héberge plusieurs banques, comme la Podgorička banka.

## Transports

### Transports urbains
Les transports publics de Podgorica consistent en un système de navettes de transport en commun. Jusque dans les années 1990, la ville possédait l'unique entreprise de transports, AD Gradski saobraćaj, lorsque des transporteurs privés arrivèrent sur le marché. Ces derniers furent seuls lorsque l'entreprise gérée par la ville fit faillite, en 2001.
Les transports en commun de Podgorica ont longtemps dû lutter avec d'innombrables taxis sauvages, mais ces derniers n'opèrent désormais plus. Des services de taxi moins cher (et légaux) deviennent de plus en plus populaires. Le marché des taxis est plutôt bien organisé dans la ville, où plus de 20 entreprises font rouler environ 800 véhicules au total. Ce haut degré de concurrence a apporté à la ville un service de qualité, avec de nouvelles voitures souvent suivies par GPS, des voitures de même modèle pour une même entreprise, des chauffeurs en uniforme…

### Transport routier
La situation de Podgorica dans le centre-sud du Monténégro en fait la plate-forme de correspondance logique du pays, en matière de transports.
En règle générale, les routes reliant Podgorica au nord du pays et à la Serbie sont de qualité inférieure à celle d'autres pays européens. Cela évolue peu à peu, d'autant que de grands projets autoroutiers, comme l'autoroute reliant Belgrade à Bar ou l'autoroute entre les mers Adriatique et Ionienne, ont été conçus de manière à passer à proximité de Podgorica.
Le nouveau tunnel de Sozina, long de 4 km, raccourcit le trajet entre Podgorica et Bar (principal port monténégrin) à moins de 30 minutes.
Les principaux axes autoroutiers actuels passant à proximité de Podgorica sont :
- au nord, (M2 E65, E80) vers Belgrade et l'Europe centrale.
- à l'ouest, (M3 E762) vers Nikšić, la Bosnie et l'Europe de l'Ouest.
- au sud, (M2 E65, E80) vers la côte Adriatique.
- à l'est, (M4 E762) vers l'Albanie.

### Transport ferroviaire

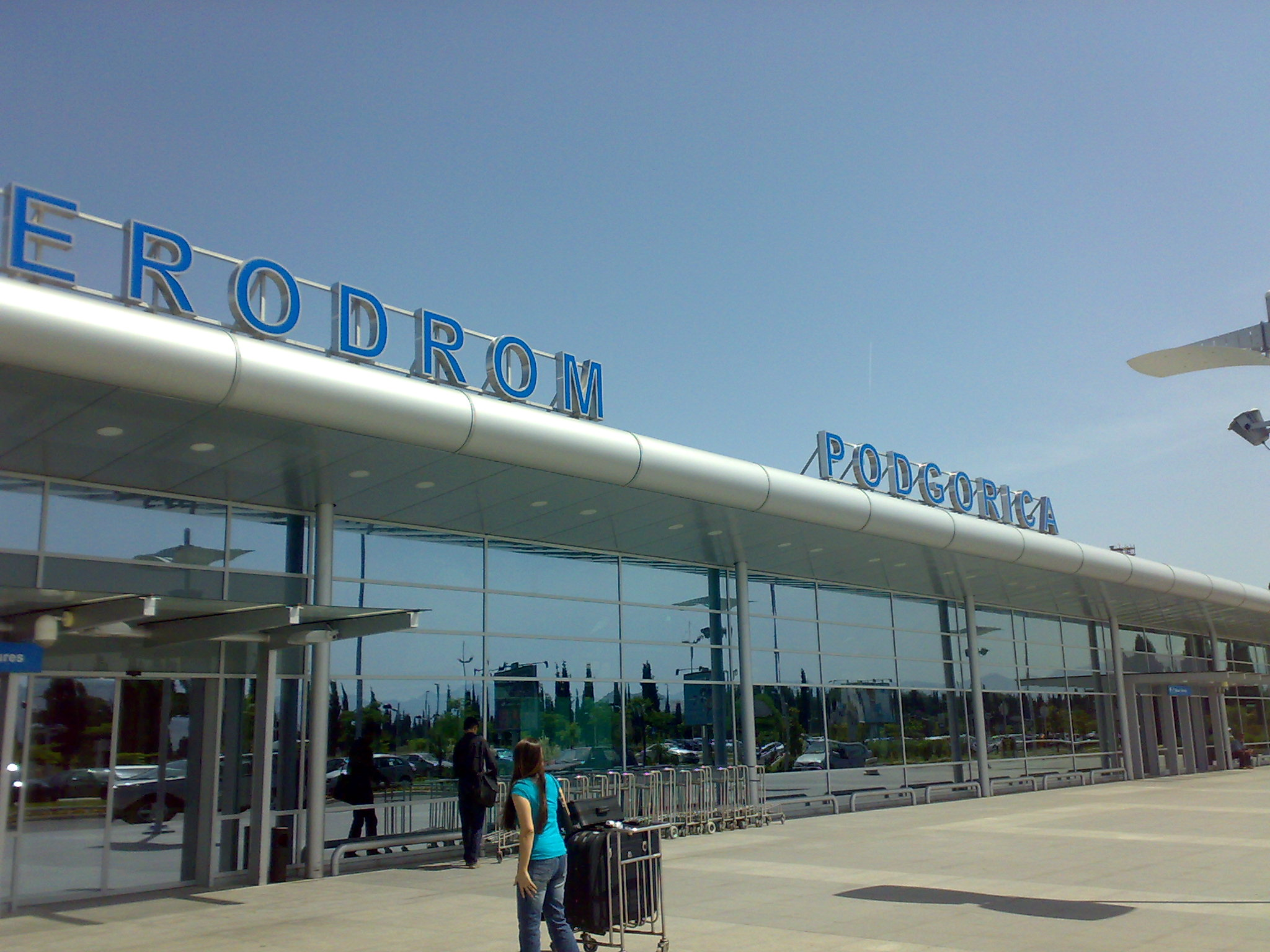
L'aéroport de Podgorica, près de Golubovci.

La gare de Podgorica est située à proximité du centre-ville.
La principale ligne ferroviaire de fret et de passagers est la ligne Belgrade-Bar. La Ligne Nikšić–Podgorica (it) a rouvert le 1er octobre 2012. Le système ferroviaire de la ville est également relié à Shkodër et Tirana, en Albanie, mais il ne s'agit que de transport de fret.

### Transport aérien
L'aéroport de Podgorica se trouve à 10 km au sud de la ville et est le principal aéroport du pays. Un nouveau terminal a été inauguré en 2006. 1 055 142 passagers ont transité par l'aéroport en 2017.
Les vols réguliers depuis Podgorica desservent Belgrade, Budapest, Londres, Francfort-sur-le-Main, Ljubljana, Zagreb, Paris, Rome, Moscou, Skopje, Vienne et Zurich et bientôt Lyon

## Éducation

### Enseignements primaire et secondaire
La municipalité de Podgorica comporte 34 écoles élémentaires et 10 écoles secondaires. La bibliothèque nationale Radosav Ljumović est considérée comme la plus complète du pays.

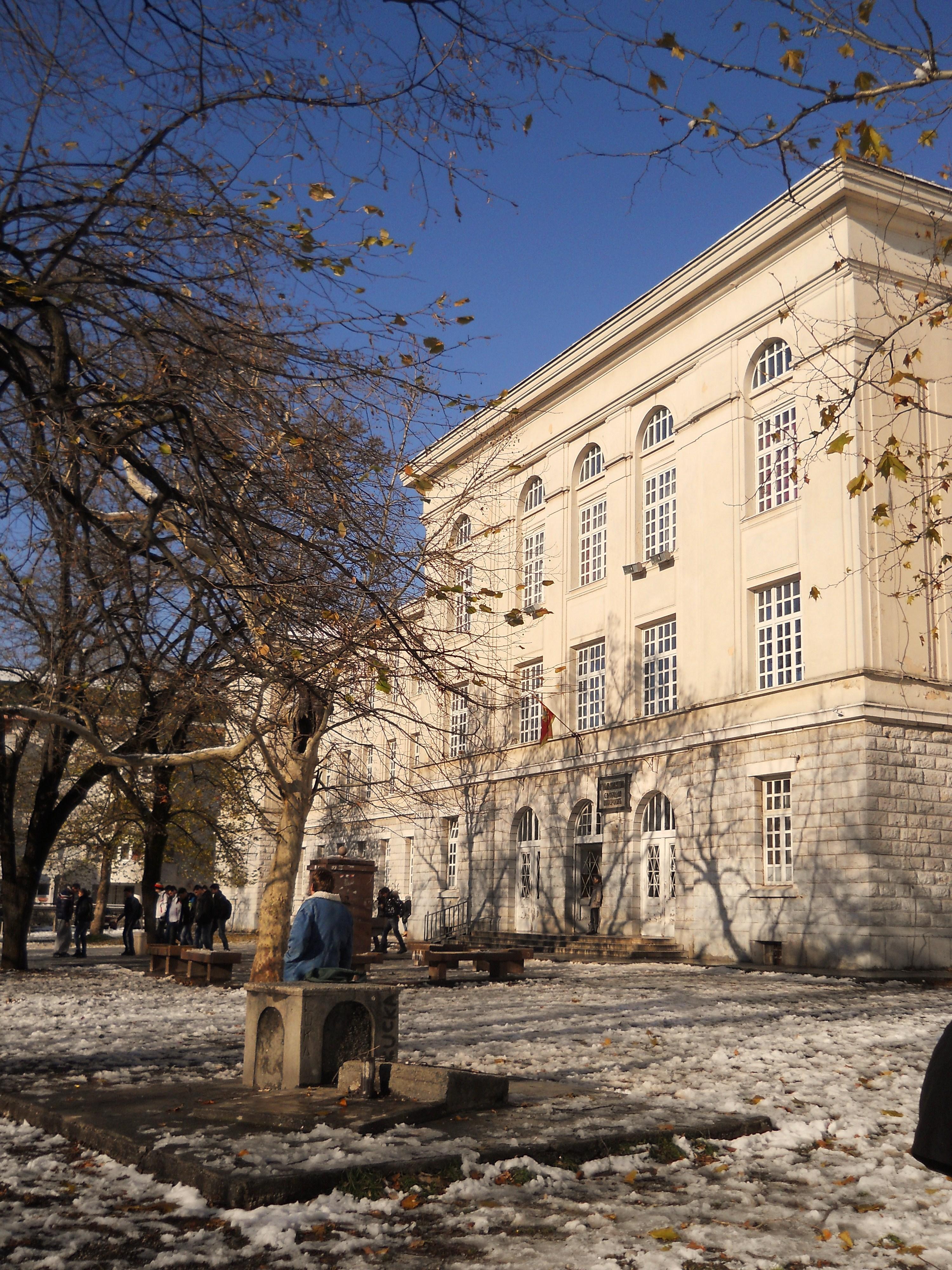
Lycée à Podgorica

### Enseignement supérieur
La plupart des établissements universitaires monténégrins sont à Podgorica. Nommons par exemple l'université du Monténégro, le plus emblématique de tous. La plupart de ses facultés sont à Podgorica :
- Faculté d'économie
- Faculté de droit
- Faculté d'électrotechnique
- Faculté de métallurgie et de technologie
- Faculté de sciences politiques
- Faculté de génie civil
- Faculté de génie mécanique
- Faculté de sciences naturelles et de mathématiques
- Faculté de médecine

L'université comprend 4 instituts de recherche supplémentaires :
- Institut de langues étrangères
- Institut d'histoire
- Institut de biotechnologie
- Institut de biologie marine

L'Académie monténégrine des sciences et des arts et l'Académie diocléenne des sciences et des arts, institutions scientifiques de référence au Monténégro, sont également situées à Podgorica. Parallèlement, ces dernières années, le nombre d'établissements universitaires privés a augmenté significativement.

## Culture

### Lieux culturels et divertissements
Podgorica accueille de très nombreuses institutions et évènements artistiques et culturels[réf. nécessaire], comme le Théâtre national monténégrin. On y trouve également plusieurs musées et galeries d'art.
Le Théâtre national monténégrin est le plus emblématique de la capitale et du pays tout entier. Nommons également le Théâtre de la ville (Gradsko pozorište) comprenant un club de théâtre pour enfants et un théâtre de marionnettes.
Malgré sa position de capitale, Podgorica n'est pas aussi riche en musées que Cetinje, l'autre grande ville culturelle du Monténégro. Plusieurs sont malgré tout dignes d'intérêt :
- Le musée de Podgorica (Muzej grada Podgorice) qui témoigne de la richesse du patrimoine de la ville. Fondé en 1950, il propose quatre pôles principaux : archéologie, ethnographie, histoire et histoire culturelle.
- Le Centre de recherche archéologique (Centar za arheološka istraživanja), fondé en 1961. Ses missions sont de recenser, classifier, restaurer et aménager les sites archéologiques nationaux.
- Le Musée de Marko Miljanov (Muzej Marka Miljanova), dans la petite ville de Medun, qui montre la vie quotidienne des monténégrins du XIXe siècle. Il s'agit là du musée "mémorial" le plus notable du pays.
- Le musée d'Histoire naturelle (Prirodnjački muzej) présente des spécimens des flore et faune monténégrines. Ce musée ne possède pas de lieu d'exposition propre, malgré les nombreuses propositions et appels d'offrse.

La principale galerie d'art du pays se trouve sur le site du château de la Maison royale Petrović-Njegoš, au cœur du plus grand parc public de la ville. Le château du Roi Nicolas, la chapelle royale et les bâtiments alentour ont été aménagés en 1984. Depuis 1995, ce complexe fait partie du Centre d'Art Moderne (Centar savremenih umjetnosti) et possède environ 1 500 œuvres d'art.
L'historique cinéma Culture (Kino kultura), fermé en 2008 pour cause de non-rentabilité, fut longtemps l'unique cinéma de la ville. Peu après sa fermeture, un cinéma multiplexe de 6 salles a ouvert ses portes dans le récent centre commercial Delta City.
Une autre institution culturelle de première importance pour la ville est le Centre culturel d'informations Budo Tomović (KIC Budo Tomović). Il s'agit d'une institution publique qui organise de fréquents évènements, comme l'Été culturel de Podgorica (Podgoričko Kulturno Ljeto) entre autres. Le centre accueillit notamment Tony Parsons ou encore Brooklyn Funk Essentials lors de leur passage dans la ville.
La cathédrale de la Résurrection du Christ, en construction depuis 1993, est le plus vaste lieu de culte de la ville et l'un de ses symboles. D'autres églises orthodoxes de moindre taille sont parsemées à travers la ville, ainsi que deux mosquées et une église catholique. En tant que capitale multiconfessionnelle et multiculturelle, la ville de Podgorica est ainsi à l'image même du Monténégro.

### Médias
Podgorica abrite les sièges des médias nationaux, comme la radio-télévision nationale Radio Televizija Crne Gore (RTCG) ainsi que des diffuseurs commerciaux et régionaux, comme TV In ou NTV Montena. Tous les quotidiens monténégrins, comme Pobjeda, Vijesti ou encore DAN, sont distribués dans la ville. Il en va de même pour le magazine hebdomadaire Monitor.

### Sports
Les sports les plus populaires sont de loin le football et le basket-ball. Le basket devint populaire avec le succès, durant les années 1990 et 2000, du club KK Budućnost Podgorica, dans des compétitions yougoslaves et européennes.
Le football à Podgorica est l'objet d'une longue tradition, menée notamment par le FK Budućnost Podgorica. Des joueurs de rang international y ont laissé trace, comme Predrag Mijatović et Dejan Savićević. Ce club, avec le FK Zeta et le FK Mogren de Budva, sont régulièrement en compétition pour le titre de champion national.
Le handball est aussi un des sports réputés de la ville, en particulier le handball féminin puisque l'un des plus grands clubs européens évolue dans la ville : le ŽRK Budućnost Podgorica, qui remporta de multiples sacres européens.
L'équipe de volley-ball du Buducnost Podgorica a eu, par le passé, de grands succès à l'échelon européen. Budućnost Podgorica est la plus grande institution sportive de la ville. Budućnost signifie « futur » en monténégrin.
Des évènements sportifs comme le marathon de Podgorica attirent des compétiteurs internationaux.
En termes d'infrastructures, la ville possède notamment :
- Le stade national Podgorica City Stadium, d'une capacité de 24 000 places assises. C'est actuellement le seul stade du pays conforme aux normes imposées par la FIFA pour la tenue de matchs internationaux.
- Le Centre sportif Moraca, un complexe multisports de 4 200 places qui accueillit notamment, en 2005, des matchs du championnat d'Europe de basket-ball.

La ville comporte enfin de nombreuses autres infrastructures sportives de moindre importance, comme le Stade des Petits Sports (Malih sportova stadium).

## Personnalités liées à la ville

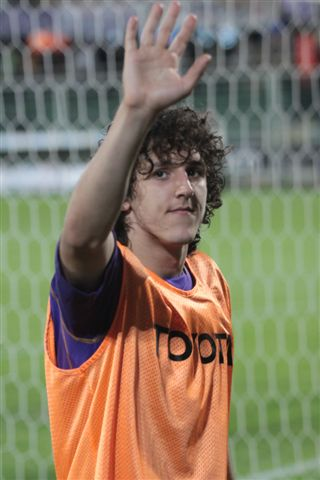
Stevan Jovetić, natif de Podgorica.

- Marko Miljanov - général et poète, né à Podgorica le 25 avril 1863.
- Dragoljub Brnović, joueur de football, né à Podgorica le 2 novembre 1963.
- Refik Šabanadžović, joueur de football, né à Podgorica le 4 août 1965.
- Dejan Savićević, joueur de football, né à Podgorica le 15 septembre 1966.
- Branko Brnović, joueur de football, né à Podgorica le 8 août 1967.
- Predrag Mijatović, joueur de football, né à Podgorica le 19 janvier 1969.
- Najo Adžović, écrivain monténégrin d'expression italienne (Circa 1970)
- Niša Saveljić, joueur de football, né à Podgorica le 27 mars 1970.
- Predrag Filipović, joueur de football, né à Podgorica le 12 janvier 1975.
- Sanibal Orahovac, joueur de football, né à Podgorica le 12 décembre 1978.
- Nenad Brnović, joueur de football, né à Podgorica le 18 janvier 1980.
- Nikola Nikezić, joueur de football, né à Podgorica le 13 juin 1981.
- Đorđije Ćetković, joueur de football, né à Podgorica le 1er mars 1983.
- Milan Purović, joueur de football, né à Podgorica le 7 mai 1985.
- Andrea Demirović, chanteuse, née à Podgorica le 17 juin 1985.
- Igor Burzanović, joueur de football, né à Podgorica le 25 août 1985.
- Simon Vukčević, joueur de football, né à Podgorica le 29 janvier 1986.
- Jovanka Radičević, joueuse de handball, née à Podgorica le 23 octobre 1986.
- Stefan Filipović, chanteur, né à Podgorica le 18 janvier 1987.
- Stevan Jovetić, joueur de football, né à Podgorica le 2 novembre 1989.
- Miloš Raonić, joueur de tennis, né à Podgorica le 27 décembre 1990.

### Liens externes

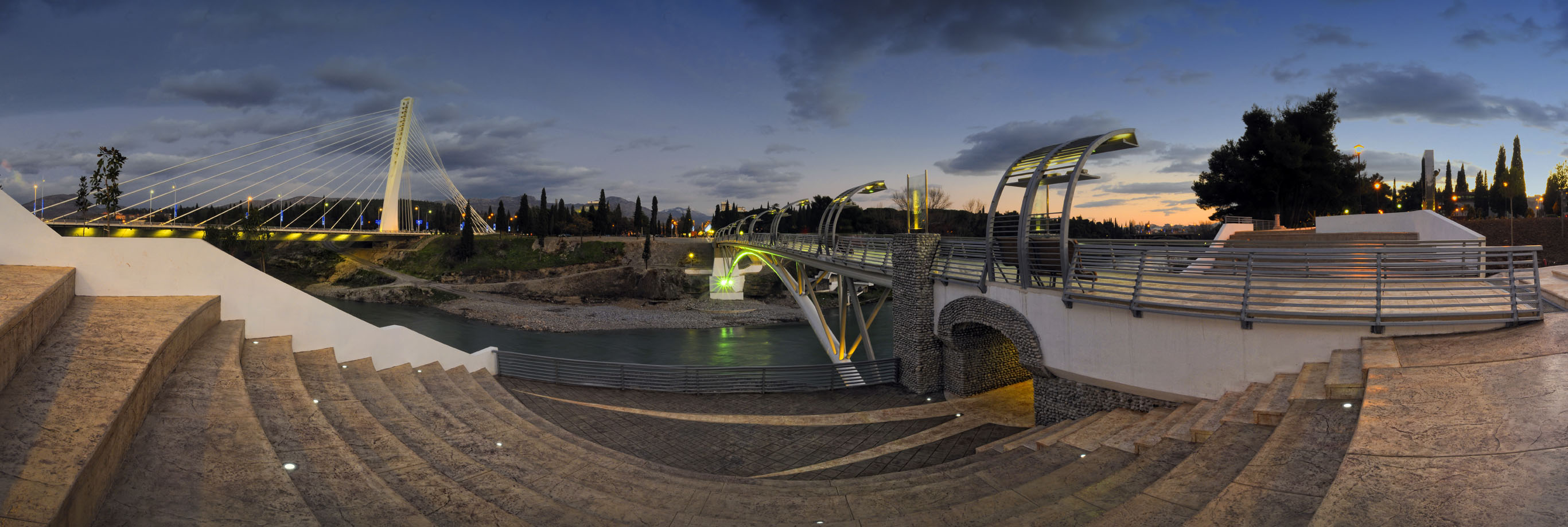
Panorama sur les rives de la Moraca avec le pont du Millenium, à gauche.